# Karasu (Hatay)
Karasu (în arabă قره صو) sau Aswad (în arabă الأسود) este un râu din provinciile Gaziantep și Hatay din Turcia. Pentru o parte din lungimea sa, formează frontiera Siria-Turcia cu Guvernoratul Alep în Siria. Se alătură râului Afrin pe locul fostului Lac Amik, iar apele sale curg acum spre Orontes printr-un canal.